# Adolf Breymann

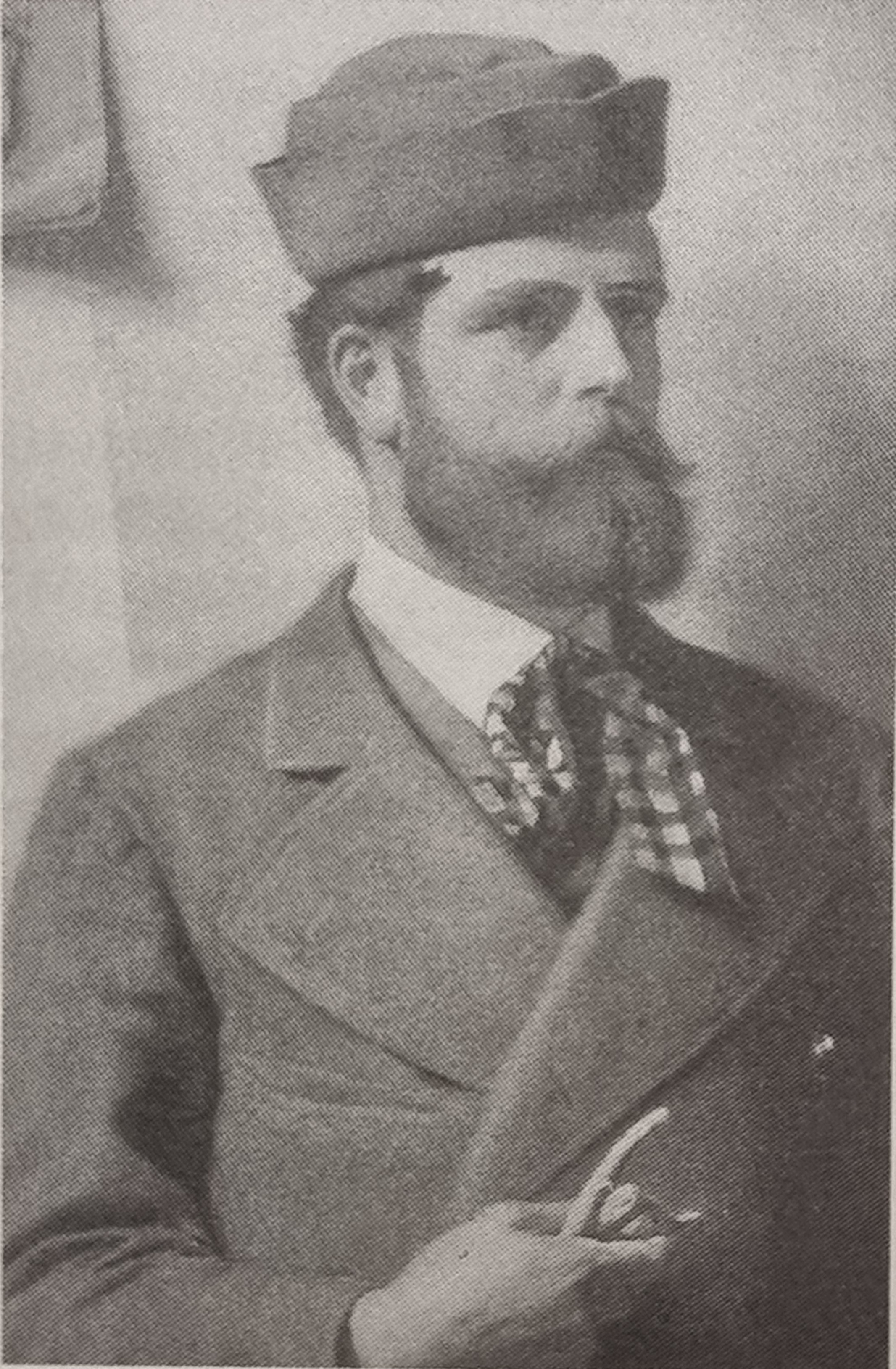
Brustbild Adolf Breymanns;
sw-Druck nach einem Ölgemälde im Städtischen Museum Braunschweig

Adolf August Wilhelm Breymann (* 16. Juni 1839 in Mahlum; † 1. September 1878 in Wolfenbüttel) war ein deutscher Bildhauer des 19. Jahrhunderts.

## Leben

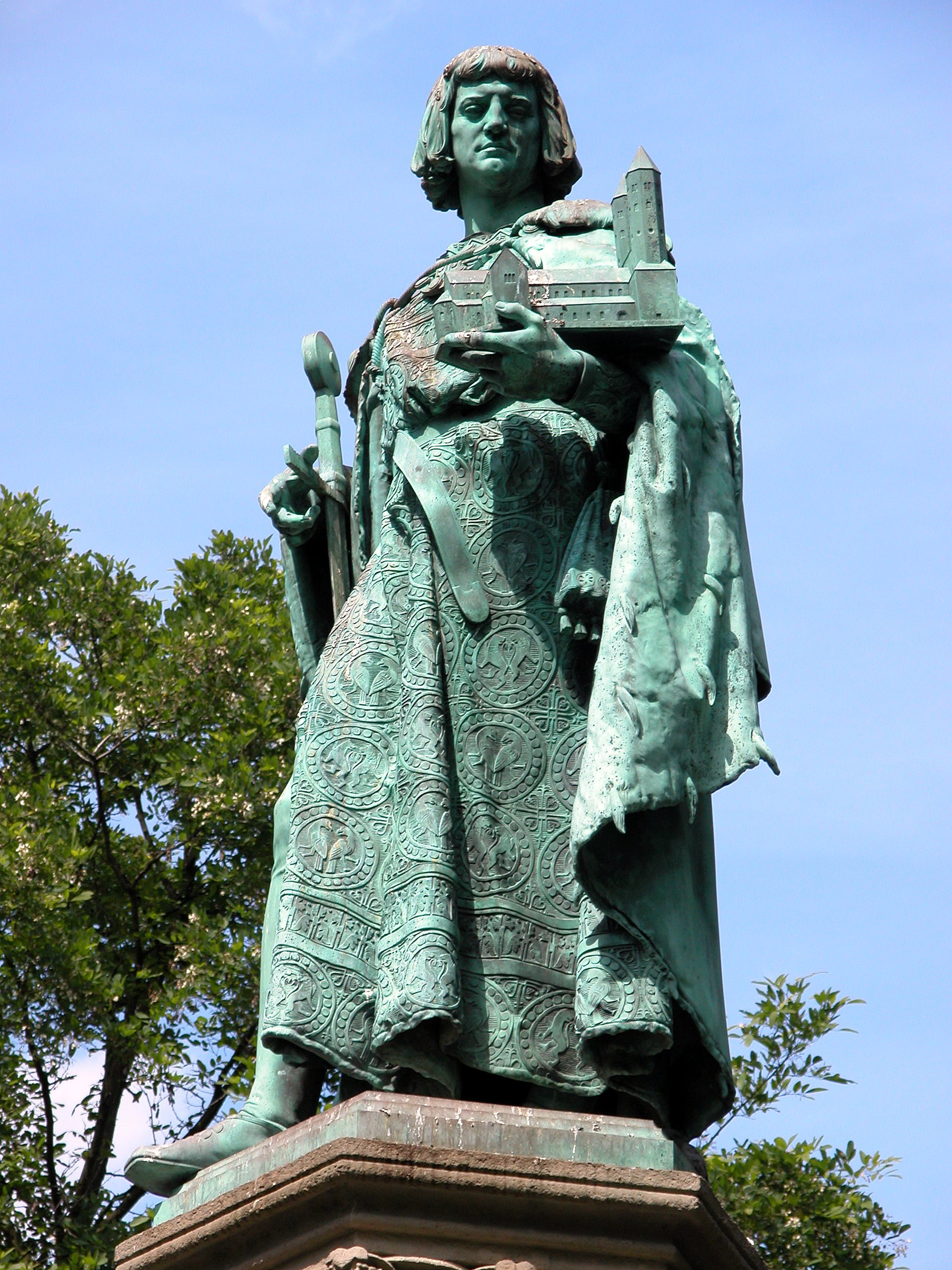
Heinrichsbrunnen in Braunschweig

Breymann wurde im kinderreichen Haushalt des Pastors Ferdinand Christian Breymann (1797–1866) und seiner Frau Louise geb. Hoffmann (1802–1876) geboren. Er war der jüngere Bruder der Pädagogin und Frauenrechtlerin Henriette Schrader-Breymann. Seine Ausbildung erhielt er zunächst in Braunschweig bei Hofbildhauer Theodor Strümpell und Georg Howaldt sowie ab 1859 in Dresden. Hauptwerk ist das überlebensgroße Standbild Heinrichs des Löwen für den Heinrichsbrunnen auf dem Hagenmarkt in Braunschweig, das in der Werkstatt seines Lehrers Georg Howaldt gegossen und 1874 in Braunschweig aufgestellt wurde, nachdem es zuvor auf der Wiener Weltausstellung 1873 mit der Silbermedaille ausgezeichnet wurde. Breymann überwachte persönlich in Frogmore die Ausgestaltung des Mausoleums der Königin Victoria von Großbritannien, für das er zwei Engel entworfen hatte, die ebenfalls bei Georg Howaldt in Braunschweig gegossen wurden.

## Werke

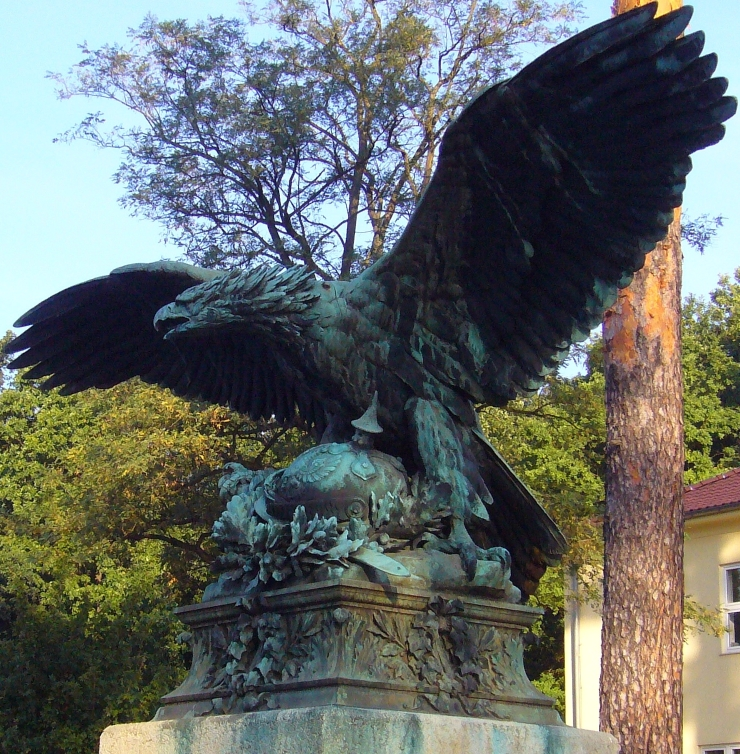
Der in Potsdam aufgestellte Adler des ehemaligen Göttinger Kriegerdenkmals zum Deutsch-Französischen Krieg 1870/71

- Braunschweig: Brunnenstandbild Heinrichs des Löwen für den von Architekt Ludwig Winter entworfenen und am 4. Juli 1874 eingeweihten Heinrichsbrunnen. Zuvor gezeigt auf der Weltausstellung Wien 1873 (ausgezeichnet mit der Silbermedaille). Von Breymann modelliert 1866, Bronzeguss hergestellt 1871 in der Werkstatt von Georg Ferdinand Howaldt.[2][3][4]
- Frogmore House bei Windsor: Zwei Engel mit Schwert für die Gruft des britischen Prinzgemahls Albert von Sachsen-Coburg und Gotha, hergestellt von Georg Ferdinand Howaldt.
- Braunschweig: Siegesdenkmal zur Erinnerung an den gewonnenen Deutsch-Französischen Krieg von 1870/71. Entwurf von 1874, erst 1881 enthüllt. Nach Breymanns Tod fortgeführt von Robert Diez; Bronzeguss hergestellt in der Werkstatt von Georg Ferdinand Howaldt.
- Göttingen: Kriegerdenkmal für Gefallene des Krieges von 1870/71 aus dem in Göttingen stationierten 56. Infanterieregiment.[5] Am 23. Juli 1876 enthüllt auf der Bahnhofstraße (heute Berliner Straße), vor dem Alleetor und der Neuen Anatomie. Das Denkmal bestand aus hohen Sockel mit einem bekrönenden mächtigen Bronzeadler, das im Zweiten Weltkrieg teilzerstört und später abgetragenen wurde. Die Adlerskulptur steht nach Restaurierung heute als Dauerleihgabe der Stadt Göttingen an die Bundeswehr auf einer einfachen Betonstele in der Havelland-Kaserne in Potsdam-Eiche.